# Dai Okada
Dai Okada (japanisch 岡田 大 Okada Dai; * 4. Januar 1985 in Ichihara) ist ein ehemaliger japanischer Fußballspieler.

## Karriere
Okada erlernte das Fußballspielen in der Schulmannschaft der Kanto Daiichi High School und der Universitätsmannschaft der University of Creation; Art, Music & Social Work. Seinen ersten Vertrag unterschrieb er 2005 beim FC Horikoshi (heute: Arte Takasaki). Der Verein spielte in der dritthöchsten Liga des Landes, der Japan Football League. Für den Verein absolvierte er 70 Ligaspiele. 2012 wechselte er zum Fukushima United FC. Am Ende der Saison 2012 stieg der Verein in die Japan Football League auf. Am Ende der Saison 2013 stieg der Verein in die J3 League auf. Für den Verein absolvierte er fünf Ligaspiele. Ende 2017 beendete er seine Karriere als Fußballspieler.